# 深山英樹
深山 英樹（ふかやま ひでき、1941年（昭和16年）10月25日 - ）は、広島県広島市出身の実業家。広島ガス社長、広島商工会議所会頭などを務める。

## 経歴
1941年（昭和16年）10月25日広島市で生まれる。修道中学校を経て1960年修道高等学校を卒業。1964年広島大学政経学部経済学科（現：広島大学経済学部）卒業し、広島ガスに入社。1992年取締役総合企画部長、1999年常務取締役、2000年専務取締役などを歴任し、2001年代表取締役社長に就任。2010年から代表取締役会長となる。同年より広島商工会議所会頭も務める。
2020年4月に旭日中綬章を受章した。